# Al-Humaza
Al-Humaza (arabisch الهمزة, DMG al-Humaza ‚Der Stichler‘) ist die 104. Sure des Korans, sie enthält 9 Verse. Die Sure gehört zu den frühen Teilen des Korans, die in Mekka offenbart wurden (610–615). Ihr Titel bezieht sich auf den ersten Vers.
Im ersten Vers werden Wehrufe gegen „Stichler und Nörgler“ (arab. humaza lumaza) ausgestoßen, die ihre Mitmenschen verleumden und ihren Ruf schädigen, was sowohl durch Worte als auch durch Taten geschehen kann, wobei sie sich darauf verlassen, dass ihr Reichtum sie vor dem Tod schützt. Muslimische Kommentatoren stimmen mehrheitlich darin überein, dass damit zwei reiche Mekkaner und Zeitgenossen Mohammeds gemeint sind, die sich dem Propheten widersetzten. Ihnen wird eine Strafe im Jenseits angedroht. Die Hölle wird zwar in dieser Sure nicht wörtlich erwähnt, jedoch mit den Ausdrücken „Feuer Gottes“ und al-Hutama (ٱلْحُطَمَةِ) umschrieben. Hutama bedeutet etwa „Zermalmer“ oder auch „Vielfraß“, wörtlich: der alles kurz und klein macht.